# 멘디올라 FC 1991
멘디올라 FC 1991(영어: Mendiola Football Club 1991)은 마닐라를 연고지로 하는 필리핀의 축구단이다. 현재 필리핀 풋볼 리그에 참가하고 있다.